# Bubalina (subtribu)
Bubalina es una subtribu de ganado salvaje que incluye las diversas especies de búfalo verdadero. Las especies incluyen el búfalo africano, el anoas y el búfalo de agua salvaje (incluida la variante domesticada del búfalo de agua). Los búfalos se pueden encontrar de forma natural en el África subsahariana, el sur de Asia y el sudeste asiático, y las poblaciones domésticas y salvajes se han introducido en Europa, América y Australia. Además de las especies vivas, los bubalinanos tienen un extenso registro fósil donde se han encontrado restos en gran parte de Eurafrasia.
A pesar de que a veces se les conoce como búfalos, Bison no son miembros del subtribu Bubalina, sino que se clasifican en la subtribu Bovina.

## géneros
- Bubalus
  - Bubalus bubalis
  - Bubalus mindorensis
  - Bubalus depressicornis
- †Hemibos
  - †Hemibos acuticornis
  - †Hemibos antelopinus
  - †Hemibos galerianus
  - †Hemibos gracilis
  - †Hemibos triquetricornis
- †Parabos
  - †Parabos cordieri
  - †Parabos macedoniae
  - †Parabos soriae
- †Proamphibos
  - †Proamphibos hasticornis
  - †Proamphibos kashmiricus
  - †Proamphibos lachrymans
- Syncerus
  - Syncerus caffer
    - Syncerus caffer nanus
    - Syncerus caffer caffer
    - Syncerus caffer brachyceros
    - Syncerus caffer aequinoctialis
    - Syncerus caffer mathewsi

  - †Syncerus acoelotus
  - †Syncerus antiquus
- †Ugandax
  - †Ugandax coryndonae
  - †Ugandax demissum
  - †Ugandax gautieri

## Búfalos salvajes
Las poblaciones domésticas y salvajes han sido introducidas en Europa, América y Oceanía.